# Satans Kingdom (Massachusetts)
Pour les articles homonymes, voir Satans Kingdom.
Satans Kingdom est un secteur non constitué en municipalité situé dans la ville de Northfield, elle-même située dans le comté de Franklin, au Massachusetts, aux États-Unis.